# Zosterops mysorensis
El anteojitos de la Biak (Zosterops mysorensis) es una especie de ave paseriforme en la familia Zosteropidae.

## Distribución geográfica y hábitat
Es endémica de Biak (islas Schouten).
Sus hábitats naturales son las bosques tropicales o subtropicales húmedos.

## Estado de conservación
Se encuentra amenazada por la pérdida de su hábitat natural.